# Lacu lui Baban
Lacu lui Baban – wieś w Rumunii, w okręgu Vrancea, w gminie Gura Caliței. W 2011 roku liczyła 376
mieszkańców